# Bogny-sur-Meuse
Bogny-sur-Meuse ist eine französische Gemeinde mit 4.947 Einwohnern (Stand 1. Januar 2022) im Département Ardennes in der Region Grand Est; sie gehört zum Arrondissement Charleville-Mézières und zum Kanton Bogny-sur-Meuse.
Bogny-sur-Meuse liegt im 2011 gegründeten Regionalen Naturpark Ardennen. Die Gemeinde entstand 1967 durch die Zusammenlegung von Château-Regnault, Braux und Levrezy.

## Geschichte
Bis 1629 war Château-Regnault Zentrum eines unabhängigen Fürstentums. Die letzten Herren von Château-Regnault waren François de Bourbon, prince de Conti, und Louise-Marguerite de Lorraine-Guise, princesse de Conti, Letztere war die Tochter des vorigen Besitzers, Henri I. de Lorraine, duc de Guise und Catherine de Clèves, duchesse de Guise, die wiederum Château-Regnault von ihrem Vater François I. de Clèves, duc de Nevers bekam. 1629 trat Marguerite Château-Regnault an Ludwig XIII. ab.

## Weblinks

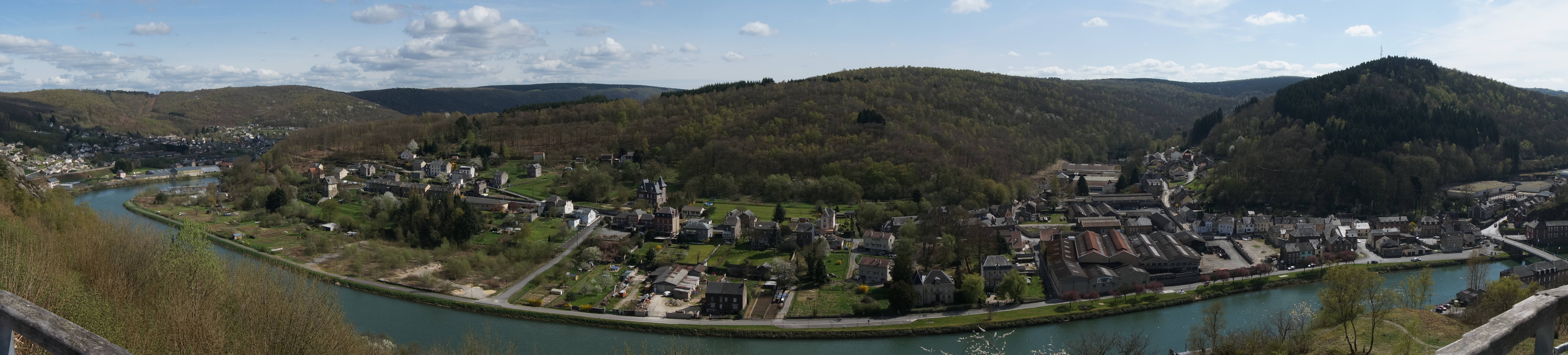
Bogny-sur-Meuse

## Bevölkerungsentwicklung
| Jahr                      | 1962 | 1968 | 1975 | 1982 | 1990 | 1999 | 2008 | 2016 |
| ------------------------- | ---- | ---- | ---- | ---- | ---- | ---- | ---- | ---- |
| Einwohner                 | 6649 | 6715 | 6855 | 6261 | 5981 | 5838 | 5531 | 5169 |
| Quelle: Cassini und INSEE |      |      |      |      |      |      |      |      |